# Aleksandr Pavlovich Aleksandrov
Aleksandr Pavlovich Aleksandrov (em russo:  Александр Павлович Александров) (Moscou, 20 de fevereiro de 1943) é um ex-cosmonauta soviético, veterano de 2 missões ao espaço e condecorado 2 vezes como Herói da União Soviética.
Formado em engenharia de sistemas de espaçonaves, foi selecionado como cosmonauta, após treinamento no Centro de Treinamento de Cosmonautas Yuri Gagarin, em dezembro de 1978.
Sua primeira missão espacial ocorreu em Junho de 1983, quando fez parte da tripulação da Soyuz T-9 como engenheiro de voo, a quarta expedição à estação orbital soviética Salyut 7.
Integrante das tripulações-reserva das missões Soyuz T-13 e Soyuz T-15, voltou ao espaço em 22 de julho de 1987, como integrante da Soyuz TM-3, terceira missão à estação Mir. Nesta missão ele passou cinco meses no espaço, integrando a expedição de longa duração Mir-3.
Desligando-se do corpo de cosmonautas da Roskosmos em 1993, trabalhou como chefe do grupo de cosmonautas da empresa soviética Energia até 1996, quando tornou-se chefe do departamento de testes de voo da mesma empresa, que desenvolve os programas espaciais da Rússia. Atualmente atua como conselheiro da presidência da Energia.